# 西経169度線
西経169度線（せいけい169どせん）は、本初子午線面から西へ169度の角度を成す経線である。北極点から北極海、太平洋、南極海、南極大陸を通過して南極点までを結ぶ。
西経169度線は、東経11度線と共に大円を形成する。

## 通過する地域一覧
西経169度線は、北極点から南極点まで南に向かって以下の場所を通っている。
| 地理座標                                               | 国土・領土・領海 | 備考 |
| ------------------------------------------------------ | ---------------- | --- |
| 北緯90度0分 西経169度0分 / 北緯90.000度 西経169.000度  | 北極海           | |
| 北緯71度50分 西経169度0分 / 北緯71.833度 西経169.000度 | チュクチ海       | |
| 北緯66度33分 西経169度0分 / 北緯66.550度 西経169.000度 | ベーリング海     | |
| 北緯65度49分 西経169度0分 / 北緯65.817度 西経169.000度 | ロシア           | ビッグダイオミード島                                                                                                 |
| 北緯65度48分 西経169度0分 / 北緯65.800度 西経169.000度 | ベーリング海     | リトルダイオミード島（ アメリカ合衆国アラスカ州、北緯65度45分 西経168度56分 / 北緯65.750度 西経168.933度）の西を通過 |
| 北緯63度20分 西経169度0分 / 北緯63.333度 西経169.000度 | アメリカ合衆国   | アラスカ州 — セントローレンス島                                                                                      |
| 北緯63度10分 西経169度0分 / 北緯63.167度 西経169.000度 | ベーリング海     | |
| 北緯52度52分 西経169度0分 / 北緯52.867度 西経169.000度 | アメリカ合衆国   | アラスカ州 — ウムナック島                                                                                            |
| 北緯52度51分 西経169度0分 / 北緯52.850度 西経169.000度 | 太平洋           | |
| 南緯60度0分 西経169度0分 / 南緯60.000度 西経169.000度  | 南極海           | |
| 南緯78度28分 西経169度0分 / 南緯78.467度 西経169.000度 | 南極大陸         | ロス海属領 - ニュージーランドが領有権主張                                                                            |